# Dancing Lasha Tumbai
Chansons représentant l'Ukraine au Concours Eurovision de la chanson
Show Me Your Love
(2006) Shady Lady
(2008)
Singles de Verka Serduchka
Hop Hop Hop
Dancing Lasha Tumbai (ukrainien : Данцінґ Лаша Тумбай) est une chanson interprétée par Verka Serduchka (Andriy Danylko), choisie pour représenter l'Ukraine au Concours Eurovision de la chanson 2007 tenu à Helsinki, en Finlande. Le titre original était simplement Danzing, mais il a été modifié en raison d'une controverse sur les paroles. La chanson comprend des paroles dans les langues suivantes : allemand, anglais, russe et ukrainien.
Lors du concours Eurovision de la chanson, Dancing Lasha Tumbai termine en deuxième place derrière Molitva, la chanson gagnante interprétée par Marija Šerifović pour la Serbie au Concours Eurovision de la chanson.

## Performances au concours Eurovision de la chanson
Lors du Concours Eurovision de la chanson, Serduchka était accompagnée de cinq chanteurs et danseurs, vêtus de vêtements argentés et dorés. Serduchka portait le numéro « 69 » sur son dos, en référence à la position sexuelle. Les deux compagnons danseurs principaux de part et d'autre portaient le numéro « 18 », faisant référence à la position de passage lors de la finale. La prestation remporta le prix Barbara-Dex et le prix de la presse
Le titre fut repris sur la scène du concours Eurovision de la chanson 2019 par Eleni Foureira, ancienne participante du concours lors d'une séquence appelée Switch song, durant laquelle plusieurs artistes ont échangé leurs chansons. Verka Serduchka présent sur la scène interpréta Toy de Netta,.
La chanson remporte le vote populaire lors de l'événement #EurovisionAgain en collaboration avec l'UER

## Controverses
Le choix d'un interprète drag queen en tant que représentant de l'Ukraine est vivement critiqué par plusieurs médias et hommes politiques de différents partis. 
Un autre sujet de controverse était le titre de la chanson et les paroles. Selon Danilko, l'expression « Lasha Tumbai » est une expression mongole qui signifie « crème fouettée », « milk-shake » ou « beurre mélangé ». Par la suite, certains affirment que ce mot n'existe pas en mongol et que le titre n'a aucune signification. Il est également avancé que l'expression aurait été choisie en raison de sa ressemblance phonétique avec « Russia Goodbye », qui serait une référence à la Révolution orange de 2004 à 2005 en Ukraine. La chanson est également interprétée en langue russe (« танцевать хорошо »).
Serduchka a cependant le soutien total de la télévision nationale ukrainienne. Sa participation au concours se déroule comme prévu et la chanson se classe à la deuxième place sur 24 et devient un succès majeur, non seulement en Ukraine et dans les pays voisins, mais aussi dans toute l'Europe.

## Classements
La chanson se classe dans plusieurs pays dont l'Irlande et le Royaume-Uni. 
| Classement (2007)        | Meilleure position |
| ------------------------ | ------------------ |
| Austrian Singles Chart   | 49                 |
| European Hot 100 Singles | 22                 |
| French Singles Chart     | 6                  |
| Finnish Singles Chart    | 2                  |
| German Single Charts     | 74                 |
| Irish Singles Chart      | 31                 |
| Swedish Singles Chart    | 6                  |
| Swiss Singles Chart      | 53                 |
| UK Singles Chart         | 28                 |
| Russian Airplay Chart    | 110                |

| Place | 15 | 13 | 19 |